# Henri Guillaumet

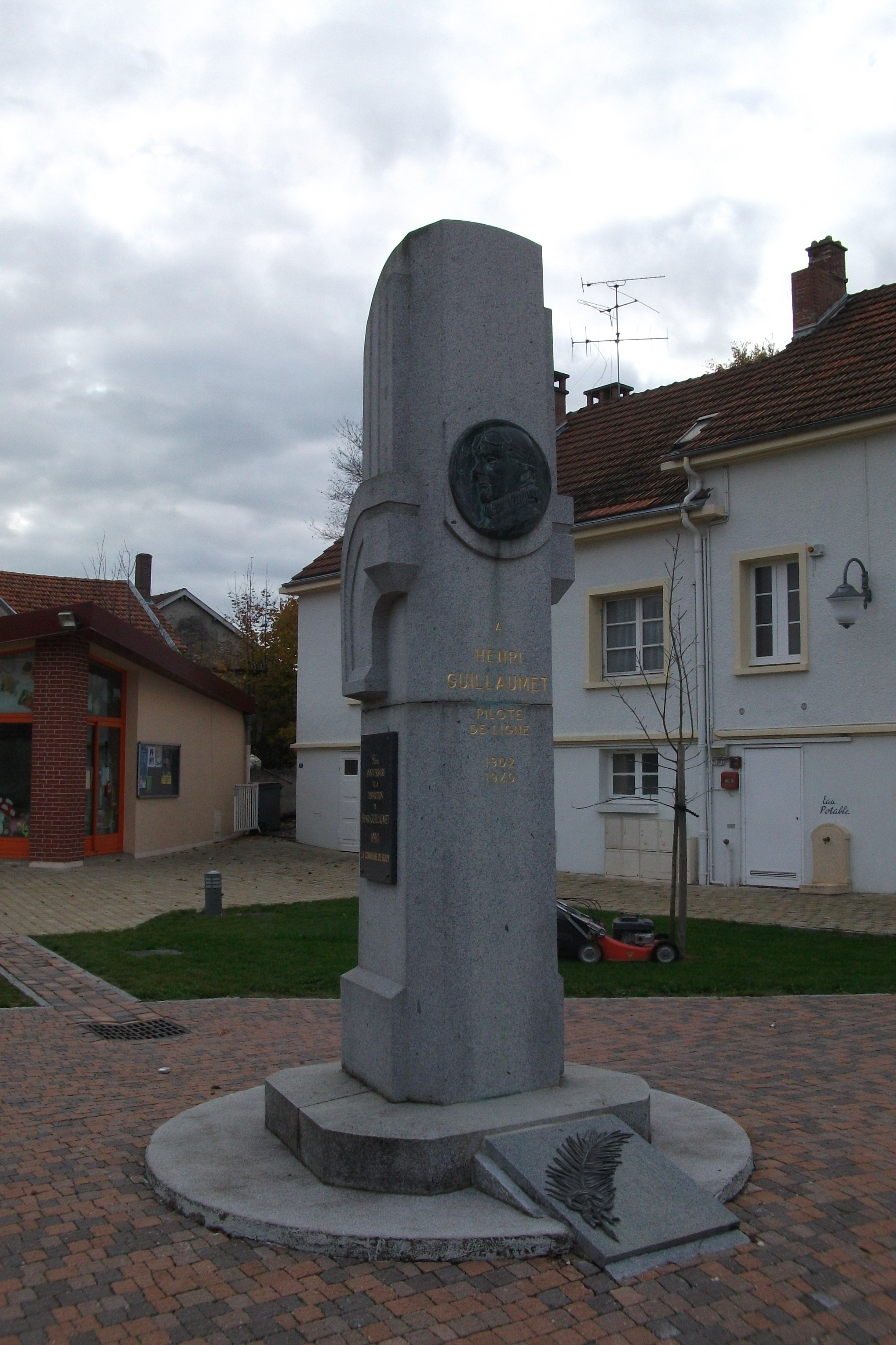
Henri-Guillaumet-Denkmal in Bouy

Henri Guillaumet (* 29. Mai 1902 in Bouy, Département Marne, Frankreich; † 27. November 1940 im Mittelmeer) war ein französischer Pilot und gilt als Luftfahrtpionier.
Guillaumet saß bereits mit 14 Jahren das erste Mal in einem Flugzeug. In seinem Leben überflog er 45-mal den Atlantik und 193-mal die Anden. Später arbeitete er als leitender Direktor für das Luftfahrtunternehmen Air France.
Am Freitag, den 13. Juni 1930 überlebte Guillaumet während seines 92. Überfliegens der Anden für die französische Luftpost-Gesellschaft Aéropostale eine durch Schneetreiben bedingte Bruchlandung mit seiner Potez 25 auf dem eingekesselten Diamantensee in Argentinien. Ohne weitere Ausrüstung als seine Pilotenjacke, ein Messer, eine Uhr und einen Kompass rettete er sich selbst durch einen fünf Tage und vier Nächte langen Fußmarsch in Sturm und Schnee bei schlimmsten Entbehrungen in Höhen zwischen 3000 und 4500 Meter. Mehrmals hatte er aufgegeben, als er im Sinne seiner Frau (die bei Verschollenheit seine Lebensversicherung nicht ausbezahlt bekommen hätte) und Freunde immer wieder die Kraft zum Weiterlaufen fand („Aber ich sagte mir: wenn meine Frau glaubt, dass ich lebe, dann glaubt sie, dass ich marschiere. Die Kameraden glauben auch, dass ich marschiere. Alle glauben an mich. Da wäre ich ein Schweinehund, wenn ich nicht marschierte.“). Am Ende lief er nur noch weiter, damit man seine Leiche im nächsten Sommer leichter auffinden könnte. Nach einer Woche erreichte er schließlich völlig entkräftet ein Dorf. Seinem Kollegen und Freund Antoine de Saint-Exupéry, der ihn abholte, sagte er: „Ich kann Dir sagen: was ich getan habe, kein Tier hätte es fertiggebracht!“. Diese heldenhafte Geschichte wird in einer Episode des Romans Wind, Sand und Sterne von Saint-Exupéry beschrieben.
Am 27. November 1940 wurde seine Maschine während eines Flugs nach Syrien von einem italienischen Kampfpiloten über dem Mittelmeer abgeschossen. Guillaumet kam dabei um.
Ihm zu Ehren wurde in Blagnac bei Toulouse eine Schule nach ihm benannt, das Kollegium Collège Guillaumet.
| Personendaten    | Personendaten                       |
| ---------------- | ----------------------------------- |
| NAME             | Guillaumet, Henri                   |
| KURZBESCHREIBUNG | französischer Pilot                 |
| GEBURTSDATUM     | 29. Mai 1902                        |
| GEBURTSORT       | Bouy, Département Marne, Frankreich |
| STERBEDATUM      | 27. November 1940                   |
| STERBEORT        | Mittelmeer                          |